# Eufaula (Alabama)
Eufaula és una ciutat del Comtat de Barbour a l'estat d'Alabama (Estats Units d'Amèrica).

## Demografia
Segons el cens del 2000, Eufaula tenia 13.908 habitants., 5.447 habitatges, i 3.878 famílies. La densitat de població era de 90,4 habitants/km².
Dels 5.447 habitatges en un 35% hi vivien nens de menys de 18 anys, en un 47,4% hi vivien parelles casades, en un 20,2% dones solteres, i en un 28,8% no eren unitats familiars. En el 26,5% dels habitatges hi vivien persones soles l'11,5% de les quals corresponia a persones de 65 anys o més que vivien soles. El nombre mitjà de persones vivint en cada habitatge era de 2,51 i el nombre mitjà de persones que vivien en cada família era de 3,02.
Per edats la població es repartia de la següent manera: un 28,6% tenia menys de 18 anys, un 7,8% entre 18 i 24, un 27,1% entre 25 i 44, un 22,6% de 45 a 60 i un 13,9% 65 anys o més.
L'edat mediana era de 36 anys. Per cada 100 dones hi havia 86,1 homes. Per cada 100 dones de 18 o més anys hi havia 79 homes.
La renda mediana per habitatge era de 27.910 $ i la renda mediana per família de 37.640 $. Els homes tenien una renda mediana de 30.617 $ mentre que les dones 20.477 $. La renda per capita de la població era de 16.146 $. Aproximadament el 19,3% de les famílies i el 23,6% de la població estaven per davall del llindar de pobresa.

## Poblacions properes
El següent diagrama mostra les poblacions més properes.